# Pénélope unicolore
Chamaepetes unicolor
Espèce
Statut de conservation UICN

 LC  : Préoccupation mineure
La Pénélope unicolore (Chamaepetes unicolor) est une espèce d'oiseaux de la famille des Cracidae.

## Description
Elle mesure entre 61 et 69 cm de longueur. Son plumage est noir, brillant sur le dessus et terne sous le dessous. La face nue et la base du bec sont bleu vif, l'iris et les pattes sont rouges.

## Comportement
Cette espèce est beaucoup moins grégaire que la Pénélope panachée puisqu'elle vit le plus souvent solitaire ou en couple.

## Alimentation
Elle se nourrit de fruits de palmiers et de Lauraceae.

## Reproduction
Elle niche au sommet des arbres et la femelle pond deux œufs entre février et juin.

## Répartition
Son aire s'étend à travers la cordillère de Talamanca et zones évevées avoisinantes (réserve biologique de Monteverde etc).

## Habitat
Son habitat naturel est les forêts de montagnes humides tropicales et subtropicales jusqu'à 1000 m d'altitude.
Elle est menacée par la perte de son habitat.